# Fernando Cuéllar
Fernando Cuéllar Ávalos (Moquegua, 27 agosto 1945 – 5 novembre 2008) è stato un calciatore e allenatore di calcio peruviano.

## Carriera

### Club
Ha sempre giocato nel campionato peruviano.

### Nazionale
Con la maglia della Nazionale ha collezionato 9 presenze tra il 1971 e il 1975.